# Phytomyza araciocecis
Phytomyza araciocecis är en tvåvingeart som beskrevs av Erich Martin Hering 1958. Phytomyza araciocecis ingår i släktet Phytomyza och familjen minerarflugor.
Artens utbredningsområde är Tyskland. Inga underarter finns listade i Catalogue of Life.